# Ideal-Jawa
Ideal-Jawa is een historisch merk van motorfietsen.
Dit bedrijf in Mysore (India) was nauw verbonden met Jawa. Vanaf 1961 produceerde men er 248 cc Jawa's die ook bekend waren als Jawa-Jezdi. Later volgden andere modellen, allemaal gebaseerd op Jawa's.